# Stadiametrische Entfernungsmessung
Die stadiametrische Entfernungsmessung ist eine Methode zur Entfernungsmessung, die in optischen Instrumenten Anwendung findet. Sie wird beispielsweise in Zielfernrohren, aber auch in Ferngläsern eingesetzt. Obwohl mittlerweile modernere Geräte wie Laser- und Infrarotentfernungsmesser zur Verfügung stehen, wird sie noch genutzt. Das Stadimeter ist ein nautisches und optisches Messinstrument, bei dem diese Methode ebenfalls Anwendung findet.

## Grundlagen

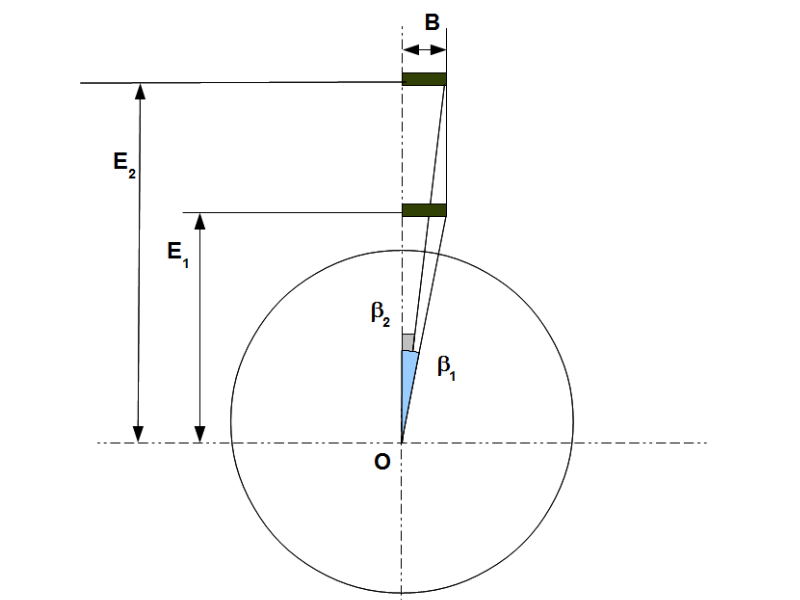
Prinzip der stadiametrischen Entfernungsmesser

Bei der stadiametrischen Entfernungsmessung wird die Tatsache ausgenutzt, dass ein Objekt kleiner erscheint, wenn es vom Beobachter weiter entfernt ist. Ein Objekt mit der Breite B erscheint in der Entfernung E1 einem Betrachter im Punkt O mit einer scheinbaren Breite von {\displaystyle \beta _{1}}. In der Entfernung E2 erscheint das Objekt dem Betrachter nur noch mit einer scheinbaren Breite von {\displaystyle \beta _{2}}. Die Entfernung ist dabei zur scheinbaren Breite umgekehrt proportional:
{\displaystyle {\begin{aligned}\tan \beta &={\frac {B}{E}}\\E&={\frac {B}{\tan \beta }}\end{aligned}}}
Durch Messung des Winkels {\displaystyle \beta } kann bei bekannter Entfernung E die Breite B des Objektes oder bei bekannter Breite B die Entfernung E bestimmt werden. Zur Vereinfachung wird dabei die Sehne dem Kreisbogen gleichgesetzt. Dies ist hinnehmbar, da bei den in der Betrachtung zu messenden Winkeln der entstehende Fehler wesentlich kleiner als die Ablesegenauigkeit ist.
Da die Rechnung mit Altgrad oder Gon für den militärischen Gebrauch schwierig zu handhaben ist und die erreichte Genauigkeit nicht benötigt wird, wird zur Vereinfachung das Winkelmaß Strich benutzt. In westlichen Streitkräften hat sich dabei die Einteilung des Vollkreises in 6400 Striche eingebürgert, in der Sowjetarmee und den verbündeten Streitkräften war die Einteilung in 6000 Striche üblich. Damit hat ein Vollkreis mit 1000 m Durchmesser einen Umfang von 6000 bzw. 6400 m. Damit können Entfernungen bzw. Größen näherungsweise nach der sogenannten Tausenderformel bestimmt werden:
{\displaystyle E={\frac {1000*B}{abgeleseneStrichzahl}}}
Diese Methode der Entfernungsbestimmung weist einige grundsätzliche Fehler auf, die erreichte Genauigkeit ist jedoch für viele Anwendungsfälle durchaus ausreichend.

## Zieloptiken

### Konstruktion

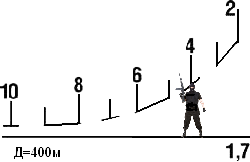
Darstellung der Entfernungsmessskala des Zielfernrohrs PSO-1

Zur Messung von Winkeln werden entsprechende Markierungen in die Zieloptiken bzw. Ferngläser eingebracht. Dabei können entweder Fadenkreuze, spezielle Entfernungsmessskalen oder eine Kombination beider eingebracht werden. Fadenkreuze und Skalen stehen fest, ändern also bei Fokussierung auf ein entfernteres Ziel ihre Größe nicht.
Bei einem Fadenkreuz wird meist eine senkrechte und waagerechte Strichplatte mit Strich-Teilung eingespiegelt. Der Vorteil ist, dass mit Hilfe der Strichplatte Objekte beliebiger Größe gemessen werden können. Nachteilig ist, dass die Entfernung nicht abgelesen werden kann, sondern berechnet werden muss. Dies kann unter Gefechtsbedingungen unter Umständen nachteilig sein.
Für Zieloptiken von militärischen Waffen haben sich daher Entfernungsmessskalen etabliert, die für ein typisches Objekt bekannter Größe ausgelegt sind. So wird beim sowjetischen Zielfernrohr PSO-1 die durchschnittliche Größe eines Menschen als Grundlage für die Entfernungsmessskala herangezogen. Wird das Ziel zwischen der waagerecht verlaufenden Basislinie und der entsprechenden Messmarke aufgefasst, kann an der Skala sofort die Entfernung abgelesen werden. In der Praxis werden Fadenkreuze und Entfernungsmessskalen in der Zieloptik meist kombiniert. Form und Anordnung der Zielmarken folgen dabei bei verschiedenen Herstellern unterschiedlichsten Vorstellungen.

### Anwendung
Die stadiametrische Entfernungsmessung wird in Ferngläsern benutzt, die in vielen Fällen eine Strichplatte besitzen. Diese Art der Entfernungsmessung ist einfach zu bedienen und arbeitet ohne zusätzliche Energiequellen.
Zieloptiken von Jagdwaffen besitzen oftmals ebenfalls eine Strichplatte, mit der Entfernungen bestimmt werden können.
Haupteinsatzgebiet der stadiametrischen Entfernungsmessung sind Zieloptiken von militärischen Waffen. Zielfernrohre für Schützenwaffen besitzen in vielen Fällen eine Strichplatte, teilweise auch eine Entfernungsmessskala. Die Genauigkeit der Entfernungsbestimmung ist nicht sehr hoch, so dass mittlerweile in vielen Fällen, besonders beim Einsatz von Präzisionswaffen, externe Entfernungsmesser zum Einsatz kommen. Laserentfernungsmesser können jedoch durch ihre Abstrahlung die Position des Schützen verraten, so dass die stadiametrischen Entfernungsmesser in bestimmten taktischen Situationen Vorteile haben.
Für Panzerabwehrkanonen und Panzerkanonen werden ebenfalls stadiametrische Entfernungsmesser verwendet. Vorteil sind auch hier der einfache Aufbau und die leichte Bedienbarkeit. Mit der Vergrößerung der Reichweite dieser Kanonen ab Ende der 1950er Jahre zeigte sich jedoch, dass diese Art der Entfernungsmessung zu ungenau ist. Daher kamen ab den 1960er Jahren verstärkt Koinzidenz- oder Raumbildentfernungsmesser zum Einsatz. Ab den 1980er Jahren wurden diese durch Laserentfernungsmesser ersetzt. Herkömmliche Zieloptiken mit Entfernungsmessskalen werden weiterhin eingesetzt; sie dienen als Reserve bei Ausfall der elektronischen Entfernungsmessanlagen.

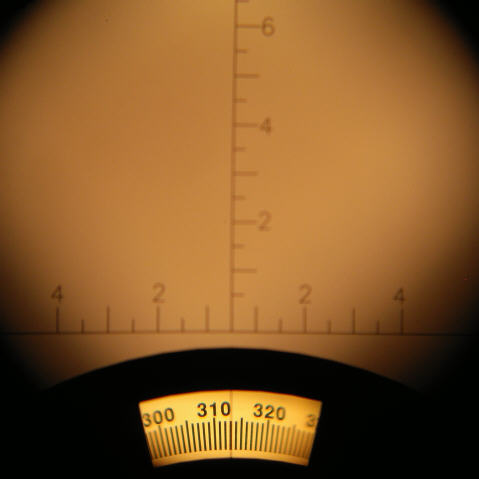
Marinefernglas mit Strichplatte und eingespiegeltem Kompass
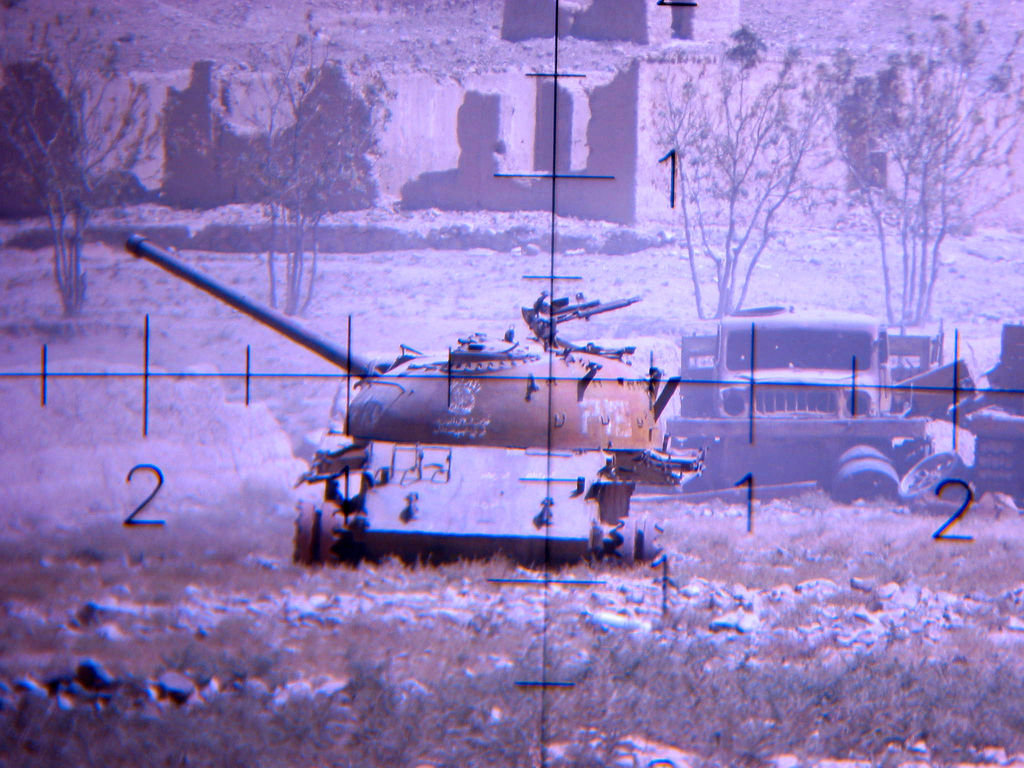
Blick durch eine Optik mit Strichplatten
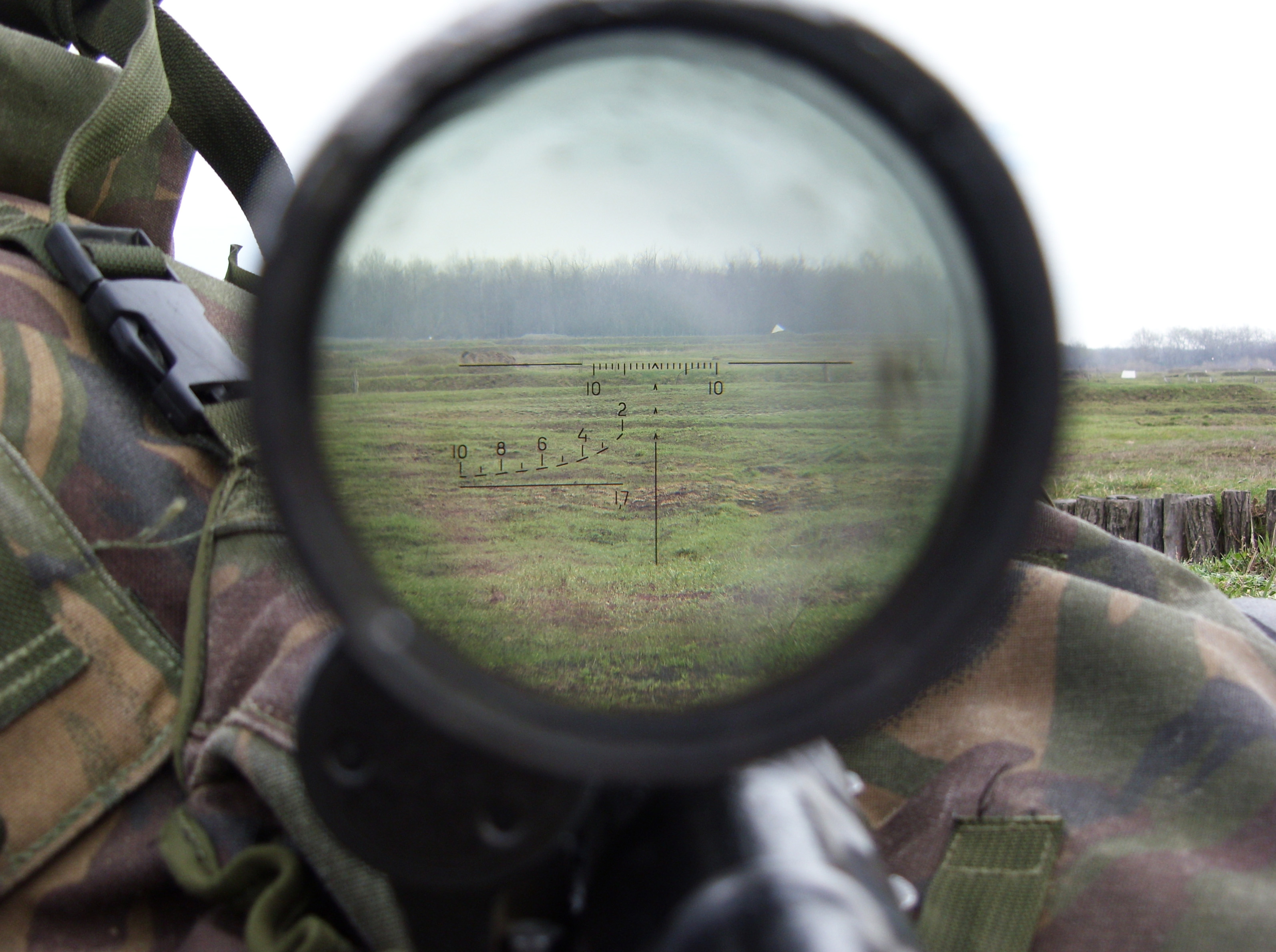
Blick durch ein PSO-1. Die Strichplatte wird zur Bestimmung von Vorhalt und Haltepunkt genutzt, die Entfernungsmessskala befindet sich unter dem Fadenkreuz.
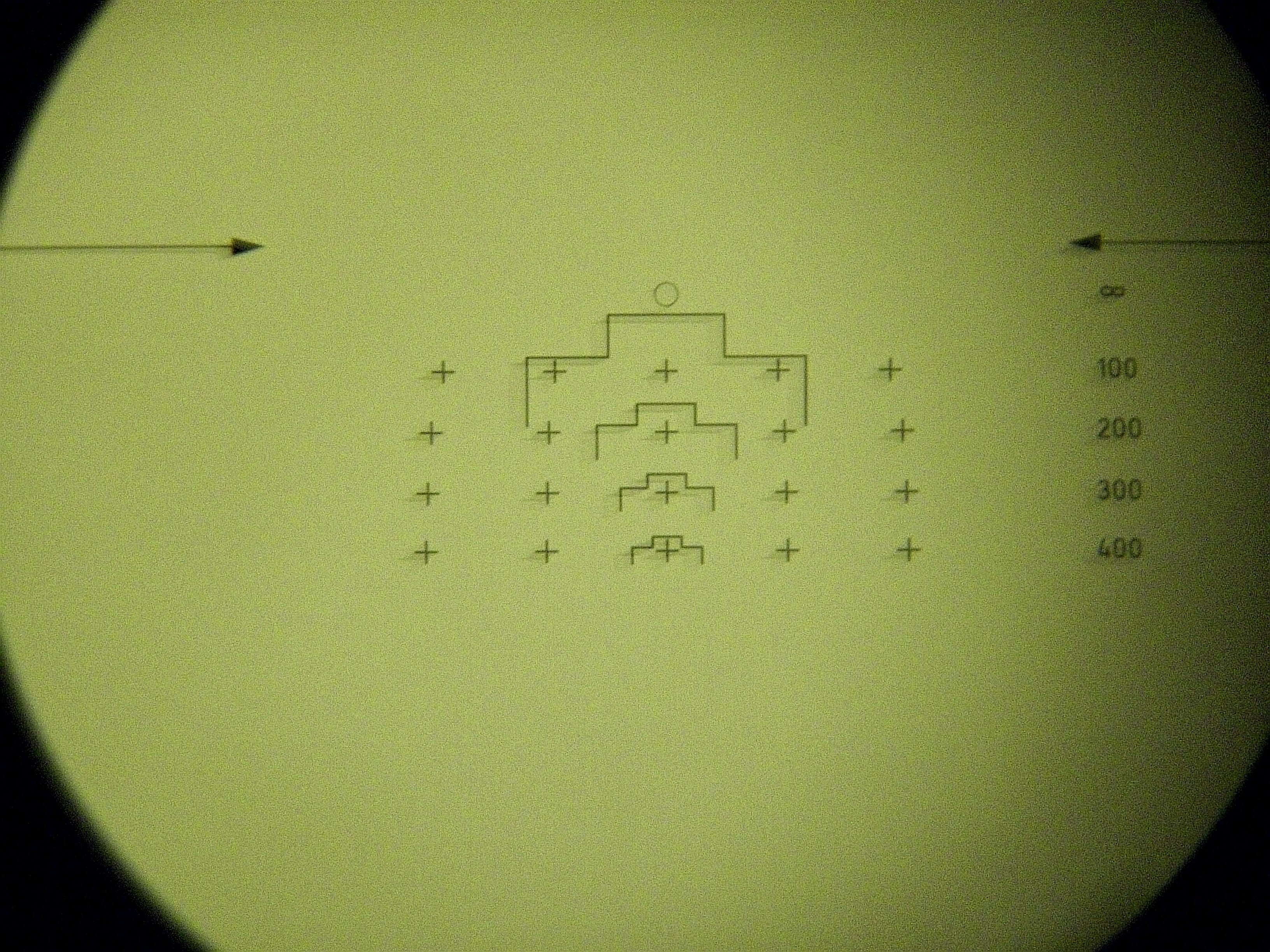
Zielfernrohr der Panzerfaust 44. Die Messmarken entsprechen der typischen Größe eines Panzers in der entsprechenden Entfernung
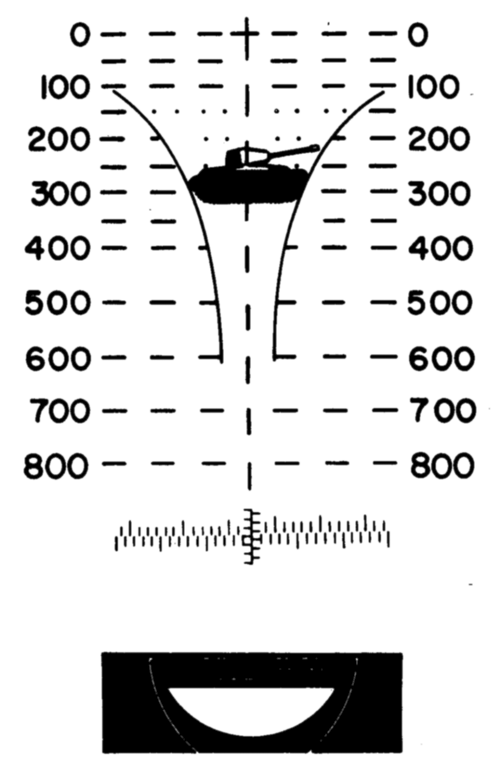
Darstellung der Entfernungsmessskala der Panzerfaust M67. Das Ziel befindet sich in einer Entfernung von 275 m.

## Stadimeter

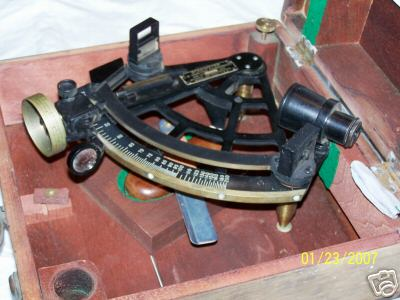
Stadimeter Mk 5 Mod 0 der US Navy

Das Stadimeter ist ein Messinstrument, das vor allem in der Schifffahrt Anwendung findet. Mit ihm können Abstände zu anderen Schiffen sowie Entfernungen zu bekannten Landmarken bestimmt werden. Die Funktionsweise eines Stadimeters beruht ebenfalls auf der Messung eines Winkels. Bei einer bekannten Höhe kann aus dem Winkel zwischen Horizont und Spitze des Objektes die Entfernung zu diesem berechnet werden. Modernere Stadimeter ähneln in ihrem Aufbau Sextanten. Wie diese werden auch beim Stadimeter Spiegel im Strahlengang eingesetzt. Der wesentliche Unterschied besteht darin, dass am Zeigerarm die Höhe des zu peilenden Objektes vor der Peilung einzustellen ist. Frühere Stadimeter besaßen noch eine lineare Skala, auf der mit Hilfe eines Schneckengetriebes die Höhe eingestellt und fixiert werden musste. Die neuere Bauweise ermöglicht die schnellere Peilung unterschiedlicher Objekte. Anstelle des Gradbogens des Sextanten besitzt das Stadimeter eine Skala, auf der die ermittelte Entfernung direkt abgelesen werden kann.
Das erste Stadimeter wurde von Bradley Allen Fiske, einem Offizier der US Navy, entwickelt. Ursprünglich war es nur zur Entfernungsbestimmung für die Schiffsartillerie gedacht. Bald stellte sich jedoch heraus, dass es auch zur Messung des Abstandes zwischen Schiffen bei Konvoifahrten oder zur Peilung von Landmarken eingesetzt werden konnte. Gegenüber Koinzidenz- oder Raumbildentfernungsmessern war es zwar weniger genau, aber preiswerter herzustellen sowie leichter und schneller zu bedienen. In den 1890er Jahren beschaffte die US Navy mehrere Typen von Stadimetern. Während des Zweiten Weltkrieges wurde die noch heute verwendete, dem Sextanten ähnliche Ausführung entwickelt. Derartige Stadimeter werden noch heute bei verschiedenen Seestreitkräften, wie der US Navy oder Royal Canadian Navy, verwendet. Sie kommen dann zum Einsatz, wenn eine abstrahlungsfreie Entfernungsmessung erforderlich ist.
Bereits 1919 wurden U-Boot-Periskope mit Stadimetern ausgerüstet. Mit ihnen wurde die für die Berechnung der Schusslösung für Torpedos notwendige Entfernung bestimmt. Koinzidenz- oder Raumbildentfernungsmesser waren für den Einsatz an Bord von U-Booten zu sperrig und zu schwer. Die zur korrekten Entfernungsbestimmung notwendige Masthöhe konnte Handbüchern entnommen werden. Bis zum Zweiten Weltkrieg hatten sich Periskope mit Stadimetern weitgehend durchgesetzt.
Eine Art improvisiertes Stadimeter wurde von britischen Piloten während der Operation Chastise genutzt. Da die verwendeten Dambuster-Bomben in einer genau definierten Entfernung vor der Staumauer abgeworfen werden mussten, stellte sich das Problem der fortlaufenden Entfernungsbestimmung im Tiefflug. Das Problem wurde gelöst, indem über ein gleichschenkliges Dreieck die Türme auf den Enden der Staumauer angepeilt und mit dem Flugzeug ins Verhältnis gesetzt wurden. Da der Abwurfwinkel berechenbar war, wurde die Länge der Basis so gewählt, dass bei der korrekten Entfernung zum Abwurf die Peilmarken die Türme überdecktet und die Bomben in der richtigen Entfernung und der richtigen Höhe vor der Staumauer ausgeklinkt werden konnten.
Stadimeter wurden auch im Weltraum genutzt. So kam ein Stadimeter neben einem Sextanten an Bord der Raumstation Skylab zum Einsatz. Ziel der Experimente war es, zu prüfen, ob die Fähigkeit zu präzisen Arbeiten im Weltraum auch bei längeren Flügen erhalten bleibt.